# Angel Cop
Angel Cop (エンゼルコップ?, Enzeru Koppu) è una serie OAV di sei episodi giapponese creata e diretta da Ichirô Sakano. Un adattamento manga scritto e illustrato da Taku Kitazaki fu serializzato sulla rivista Newtype Magazine di Kadokawa Shoten e ristampato nella collezione Newtype 100% nel 1990.

## Trama
La storia ha inizio in un futuro distopico collocato nel 1990 dove il Giappone è la più grande economia del mondo. Il gruppo radicale comunista, il Maggio Rosso, sta cercando di far cadere l'economia del Giappone per rovesciarne il governo ed assumerne il controllo.
In risposta viene formato un organismo governativo, la Forza di Sicurezza Speciale, con la possibilità di agire al di fuori della legge. Tuttavia quando il Maggio Rosso viene improvvisamente spazzato via, la Forza di Sicurezza Speciale scopre che qualcosa dà la caccia ai terroristi.

## Personaggi
Angel
Doppiato da: Mika Doi
Raiden
Doppiato da: Masashi Ebara
Hacker
Doppiato da: Akio Ōtsuka
Peace
Doppiata da: Rei Sakuma
Ammiraglio Taki
Doppiato da: Kenji Utsumi
Ichihara
Doppiato da: Kôichi Kitamura
Lucifer
Doppiato da: Kumiko Hironaka
Kuwata
Doppiato da: Mikio Terashima
Asura
Doppiato da: Nozomu Sasaki
Maisaka
Doppiato da: Osamu Saka
Togawa
Doppiato da: Tesshō Genda
Tachihara
Doppiato da: Toshihiko Seki
Freya
Doppiata da: Yūko Mizutani

## Recensioni
- (EN) Justin Sevakis, Buried Garbage: Angel Cop, su animenewsnetwork.com, Anime News Network, 29 novembre 2007. URL consultato il 10 giugno 2014.